# Vanavana
Vanavana es un atolón de las Tuamotu, en la Polinesia Francesa, incluido en la comuna de Tureia. Está situado al sureste del archipiélago, a 55 km al este de Tureia y 110 km al norte de Mururoa.
Sólo es visitado ocasionalmente desde los atolones vecinos para recolectar copra. No dispone de infraestructuras. 

## Historia
Fue descubierto en 1826 por el marino de la Royal Navy y geógrafo inglés Frederick William Beechey. Beechey dirigía una expedición del Almirantazgo en busca del Paso del Noroeste desde la costa oriental (1825-28) y se dirigía al Pacífico Norte. Es uno de los 23 atolones que exploró Beechey en el archipiélago y lo llamó Barrow Island, en honor de Sir John Barrow, estadista y geógrafo del Almirantazgo de la época. 